# Urophora tsoii
Urophora tsoii är en tvåvingeart som beskrevs av Valery Korneyev och White 1993. Urophora tsoii ingår i släktet Urophora och familjen borrflugor. Inga underarter finns listade i Catalogue of Life.